# Kyšice (district de Kladno)
Pour les articles homonymes, voir Kyšice.
Kyšice (en allemand : Kischitz) est une commune du district de Kladno, dans la région de Bohême-Centrale, en République tchèque. Sa population s'élevait à 636 habitants en 2020.

## Géographie
Kyšice se trouve à 6 km au sud de Kladno et à 24 km à l'ouest de Prague.
La commune est limitée par Braškov au nord, par Unhošť à l'est et au sud, et par Horní Bezděkov à l'ouest.

## Histoire
La première mention écrite de la localité date de 1316.